# Повальки, Карл Рудольф
Карл Рудольф Повальки (нем. Karl-Rudolf Powalky; 19 июня 1817, Нойдитендорф — 11 июля 1881, Вашингтон) — немецкий астроном.
В 1842—1847 гг. состоял при гамбургской, затем при берлинской обсерваториях вычислителем. С 1850 до 1856 гг. помогал Ганзену при вычислениях солнечных и лунных таблиц. Известен своей обработкой наблюдений прохождения Венеры в 1769 г., опубликованной в 1854 г. в Киле (нем. Neue Untersuchung des Venusdurchgangs von 1769), а также вычислениями орбит малых планет, определением масс Венеры и Марса и т. д. С 1873 г. работал в США.